# スイアブ
スイアブ（キルギス語: Суйаб（Суяб）、中国語: 簡: 碎叶（繁: 碎葉）、ペルシア語: سوی آب、Suyab）は、かつて中央アジアに存在した都市。イシク・クル湖の北西、チュー川の沿岸に位置し、キルギス共和国のトクマク付近に存在していたと考えられている。都市の名前はスーイ川（チュー川）を意味する言葉の「Sūy-āb」に由来すると考えられている。唐代の漢語資料では「中国語: 碎葉」「中国語: 素葉、睢合」と音写される。
シルクロードにおいては、天山北路の通過地である。

## 歴史
ジュンガル盆地からイリ地方を経由して西方に向かう交易路、トランスオクシアナ方面から東方のジュンガリア、イリ、モンゴル高原に向かう交易路、中国からタリム盆地を通り、ベデル峠道で天山山脈に向かう交易路の交差点に、スイアブは位置していた。3つの交易路が交わるスイアブは国際的に重要な都市となり、東西交易史上に残る大市場として繁栄した。西方の商人が居住するスイアブはある種の商業植民地を形成し、遊牧民族の諸政権は商人たちとの妥協の上でスイアブを支配下に置いていたと考えられる。

### 唐の進出
隋以前からスイアブは中継交易の拠点として存在していたが、6世紀の突厥の台頭以降、町の重要性はより高まる。突厥はスイアブを西方に進出するための軍事基地に選び、西突厥の本拠地にも定められる。679年、タリム盆地に進出した唐軍によってスイアブは占領され、「#碎葉鎮」と改称されて719年まで〈安西四鎮〉の一つに数えられた。唐の支配下のスイアブでは大規模な築城が実施され、武則天の治世には、スイアブに大雲寺が建立される。スイアブは遊牧民、パミール高原以西の国家との通交の拠点とされたが、テュルク系遊牧民の攻撃によって不安定な状況下に置かれていた。
唐の衰退後、突騎施（テュルギシュ）がスイアブを占領して本拠地とし、西方から進出するイスラーム勢力に対抗した。カルルクが台頭した10世紀には国際交易都市の機能はベラサグンに移り、スイアブは衰退する。

## アク・ベシム遺跡
キルギス共和国のトクマク南西部には、ソグド人の住居跡、ネストリウス派キリスト教、仏教の寺院跡を含む、アク・ベシム遺跡が存在する（キルギス語: Ак-Бешим、Ak Beshim）。1893年から1894年にかけて現地で調査を行ったワシーリィ・バルトリドの報告、アレクサンドル・ベルンシュタム（ウィキデータ）による1938年から1940年にかけて行われた発掘調査から、かつてアク・ベシム遺跡は西遼（カラ・キタイ）の首都のクズオルド（ベラサグン）の遺構に比定されていた。
1953年から1954年にかけて発掘を行ったキズラソフは、アク・ベシムは11世紀にはすでに放棄された都市であり、14世紀まで繁栄を保っていたベラサグンとは別の都市であると結論付け、アク・ベシムはかつてのスイアブの遺構であると証明された（論文発表は2003年）。
柿沼陽平はアク・ベシム遺跡の発掘調査と文献研究を通じて、アク・ベシム都市遺跡が第1シャフリスタン（左城）、第2シャフリスタン（右城）に分けられること、前者がソグド人都市遺跡で、後者が唐代に碎葉鎮として付加された部分であることを指摘している。さらにアク・ベシム出土の碑文に加え、近傍のクラスナヤレチカ遺跡からも碑文が出土しているとし、その解読を通じて、唐代に漢字文化圏がアク・ベシム遺跡だけでなく、その周辺にも及んでいたことを証明した。
この遺跡の面積は300,000平方メートル (30 ha)に及ぶ。中国風の城砦、キリスト教の教会、ゾロアスター教徒の納骨堂、テュルク系民族が作った石人（バルバル）は活気に満ちた多様な文化の名残である。遺跡からは多くの仏像と石碑が出土している。仏教寺院のほか、7世紀以降に建立されたネストリウス派キリスト教徒の教会と墓地、フレスコ画とソグド語・ウイグル語による碑文を納めた10世紀の修道院も発見されている。